# Hans-Joachim Bohlmann
Hans-Joachim Bohlmann, né le 20 septembre 1937 à Breslau et mort le 19 janvier 2009 à Hambourg, est un Allemand qui s'est rendu célèbre dans les années 1980 comme pour son vandalisme d'œuvres d'art, notamment « anti-Dürer ». Au total, entre 1977 et 1988, Bohlmann aura endommagé plus ou moins gravement 50 tableaux, représentant des coûts de restauration estimés à 130 millions d’euros. L'affaire Bohlmann met en relief les contradictions : conflits entre la liberté des personnes et la propriété, entre le soin des malades et leur réclusion.

## Faits et méfaits

### Troubles mentaux
Bohlmann souffrit dès son enfance d'un grave trouble de la personnalité. On lui diagnostiqua très tôt des obsessions  et des états d'angoisse. L’approche psychiatrique ne donnant aucun effet, on tenta en 1974 une intervention chirurgicale (lobotomie stéréotactique) qui aggrava son cas au point qu’en 1975 il fut reconnu handicapé.

### Premiers attentats

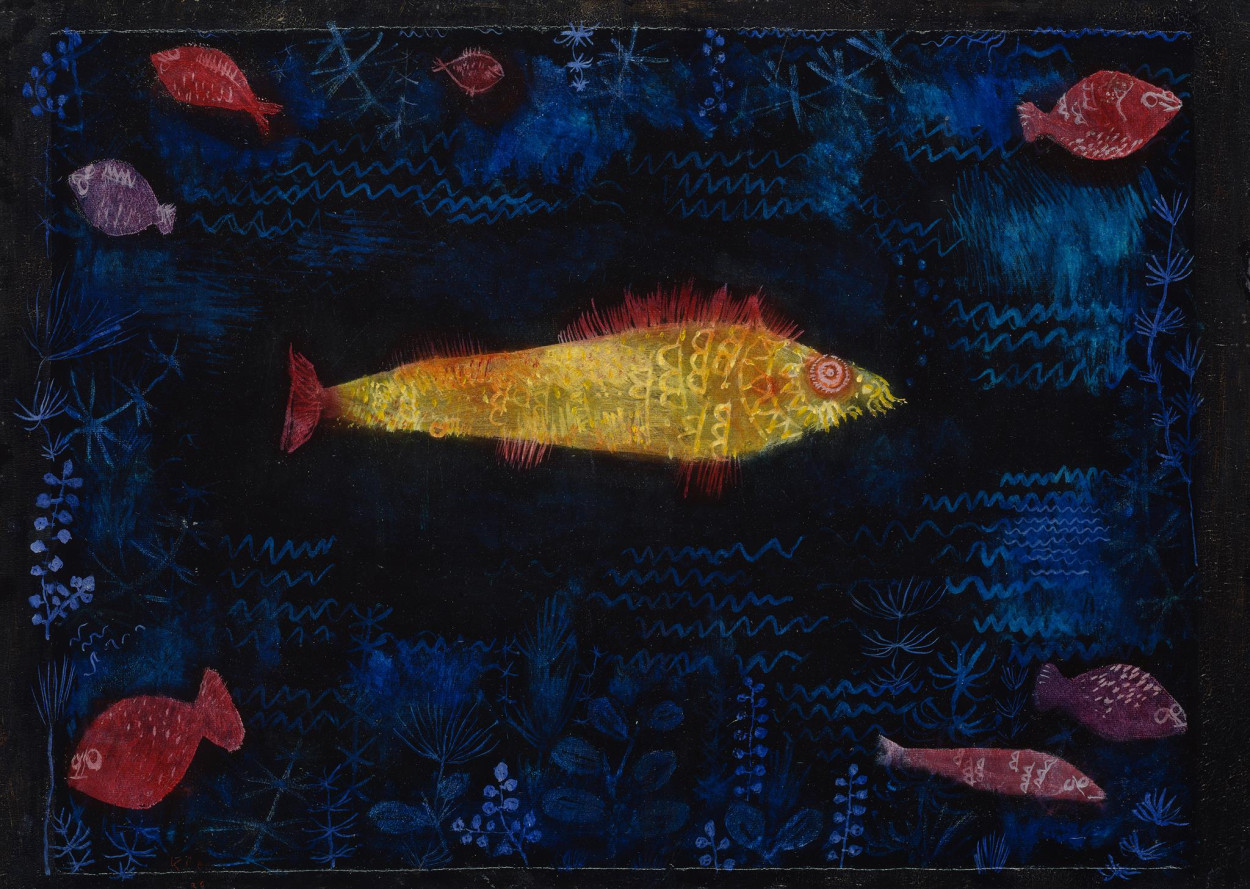
Le Poisson rouge de Paul Klee fut l'une des premières cibles de l'iconoclaste Bohlmann.

En 1961, Bohlmann quitte Stuttgart pour Hambourg et se marie en 1968. Après la mort de sa femme, tombée par la fenêtre le 11 mars 1977 en faisant le ménage, Bohlmann se met à détruire tableaux et statues dans les musées, les galeries d'art, les jardins publics, les églises et les cimetières. Il asperge les toiles d'acide, détruisant non seulement la peinture, mais aussi son support. Il commet ses premiers méfaits dans le jardin public de Harburg le 16 mars 1977 puis récidive le 29 du même mois à la Kunsthalle de Hambourg, où il détruit le Poisson Rouge de Paul Klee. Suivent de nouveaux attentats à travers le nord de l'Allemagne : Lübeck, Lunebourg, Essen, Dortmund et Hamelin. Le 16 août 1977 il lance du vitriol sur un cheval puis utilise ce produit pour détruire deux tableaux du Musée Régional de Basse-Saxe à Hanovre : les portraits de Martin Luther et de sa femme Katharina von Bora par Lucas Cranach l'Ancien. Le 24, il s'en prend au portrait de l’archiduc Albert par Rubens au Musée des Beaux-Arts de Düsseldorf. Il sera finalement interpelé le 7 octobre 1977 après des déprédations sur le Noli me tangere de Willem Drost et divers tableaux de Rembrandt au Château Wilhelmshöhe de Cassel, parmi lesquels la Bénédiction de Jacob (dégâts estimés à 25 millions de marks). Le tribunal régional de Hambourg le condamne à cinq ans de détention pour dix-sept faits de dégradation de biens publics, trois faits de dégradation de biens de particuliers et un acte de cruauté envers les animaux. Il purge cette peine en totalité et est libéré le 6 octobre 1982.

### Nouvel internement
La série de ses méfaits reprend en 1983 avec l'incendie de plusieurs engins de chantiers sur une aire de repos de l’autoroute Hambourg-Marmstorf, occasionnant pour environ 130 000 marks de dégâts. De nouveau interpelé, le tribunal régional le condamne cette fois à trois ans de détention pour quatre faits d'atteinte aux biens privés ; peine qu'il purge en totalité : il est remis en liberté le 5 mai 1986.
Par suite de nouvelles poussées d'angoisse et d'agressivité (dont l'un des motifs était la restriction de sa pension à 158,60 marks mensuels du fait des amendes infligées), il se rendit à l'automne 1987 pour traitement au département de psychiatrie ouverte de la clinique d’Hamburg-Eilbek. Mais un jour de mars 1988, il achète deux litres d’acide sulfurique qu'il va ensuite cacher dans un jardin public. Le 20 avril 1988, il obtient une permission de la clinique et se rend à Munich ; le lendemain, muni de ses bouteilles, il asperge un triptyque célébrissime d’Albrecht Dürer dans l’Alte Pinakothek : le retable Paumgartner, avec les Lamentations du Christ pour Albrecht Glimm et la Mater Dolorosa en panneau central. Les dégâts cette fois sont estimés à 100 millions de marks. Le tribunal régional de Munich condamne Bohlmann à deux ans de prison pour atteinte aux biens nationaux et à l'internement en hôpital psychiatrique.

### Soigner ou punir?
Dix années s'écoulent jusqu'à ce qu'en 1998, il profite d'une promenade non-accompagnée dans le parc de la clinique d’Ochsenzoll à Hambourg pour s'évader. Il est arrêté de nouveau deux jours plus tard à la station de métro d’Ochsenzoll, alors qu'il cherche à retourner à la clinique. Il demande en 2001 sa réhospitalisation.
Lorsqu’en 2004, après 16 années d'internement, le tribunal régional de Hambourg ordonne finalement sa remise en liberté, le land de Bavière interjette appel ; mais la cour d'appel de la Hanse confirme le jugement du tribunal de Hambourg le 21 septembre 2004. En dépit des menaces que représentait Bohlmann, et du risque considérable de nouveaux actes de vandalisme, les juges ont en l'espèce accordé la primauté aux Libertés publiques sur la sécurité des biens. L'internement à perpétuité dans un établissement psychiatrique leur a paru démesuré  contre le vandalisme.
Hans-Joachim Bohlmann, condamné à une simple peine de prison avec sursis et une interdiction de musée, retrouva la liberté le 3 janvier 2005.
Un dimanche, le 25 juin 2006, il asperge avec l’essence d’un briquet le Banquet de la Garde civile d'Amsterdam célébrant la Paix de Münster de Bartholomeus van der Helst, exposé au Rijksmuseum d’Amsterdam, et met le feu au tableau, mais cette fois seul le vernis est endommagé. Le tribunal de première instance d'Amsterdam condamne le vandale à trois ans de prison et 17 772 € pour incendie et dégradation de biens nationaux.
Libéré après avoir purgé les deux-tiers de sa peine le 24 juin 2008, il retourne à la clinique Asklepios de Hambourg-Wandsbek où il meurt d'un cancer le 19 janvier 2009 peu après minuit.